# 拉武米薩
拉武米薩是非洲南部國家斯威士蘭的城鎮，由希塞盧韋尼負責管轄，位於該國東南部，毗鄰與南非接壤的邊境，海拔高度166米，鎮上有機場設施，1997年人口1,117。
27°19′S 31°54′E / 27.317°S 31.900°E